# Burrito

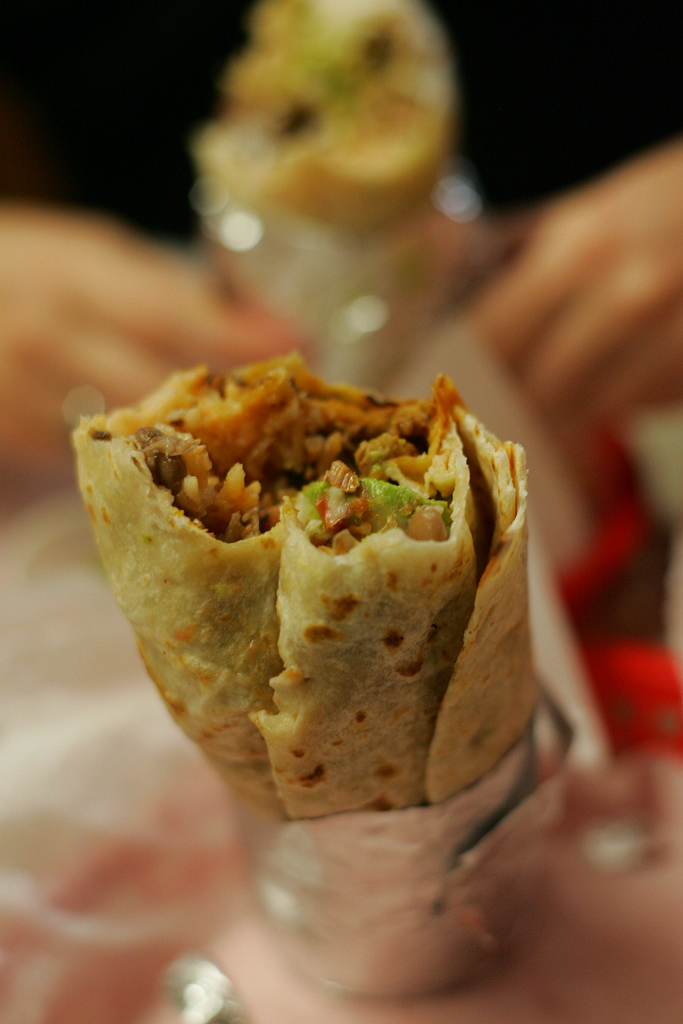
En burrito.

Burrito eller taco de harina är en maträtt som återfinns i de mexikanska och mexikansk-amerikanska köken. Den består av en tortilla med en fyllning. Tortillan är ofta lätt grillad eller ångad för att vara mer formbar. I Mexiko är frijoles refritos (kokta och sedan stekta svarta (negros) eller bruna (bayos) bönor), spanskt ris eller kött ofta de enda fyllningarna och tortillan är för det mesta mindre till storleken. I USA består däremot fyllningarna vanligtvis av en kombination av spanskt ris, bönor, sallad, tomater, salsa, kött, guacamole, ost och gräddfil och burriton blir då avsevärt större än den mexikanska varianten.
Ordet burrito betyder "liten åsna" på spanska. Namnet burrito kan härledas till utseendet av en hoprullad vetetortilla, som vagt påminner om åsnans öra, eller från sovsäckspåsar och paket som åsnor bar.

## Historia
Mexikansk folklig tradition  berättar om en man som hette Juan Mendez som brukade sälja tacos i ett torgstånd och som använde en åsna som transportmedel för sig själv och matvarorna under mexikanska revolutionen (1910–1921) i kvarteret Bella Vista i staden Juárez som ligger vid gränsen mellan USA och Mexiko. För att hålla maten varm kom Juan på idén att svepa in maten i en stor vetetortilla. Hans idé blev en succé och folk kom från andra platser längs den mexikanska gränsen för att få äta burritos.
Burritos är traditionell mat i staden Juárez som ligger i delstaten Chihuahua i norra Mexiko där folk köper dem på restauranger och tusentals stånd i gathörn. I denna gränsstad finns det matställen som har upprättat sitt rykte efter att ha serverat burritos i flera årtionden till både frukost, lunch och middag. Vanliga ingredienser är bland annat barbacoa, mole, skivade korvar tillagade i tomat- och chilisås, frijoles refritos (refried beans), ost, deshebrada (strimat, kokt kött av slaksida) och fylld chilipeppar. Den typiska burriton som säljs i Juárez är i allmänhet mindre än varianterna som säljs i USA och kan vara en variant av den traditionella rätten Taco de Canasta.
Vetemjölstortillas ses numera ofta i stora delar av Mexiko, men en gång i tiden var de karakteristika för nordvästra Mexiko och amerikanska puebloindianstammar, möjligen eftersom dessa områden är mindre lämpade för odling av majs.

## Burrito i USA

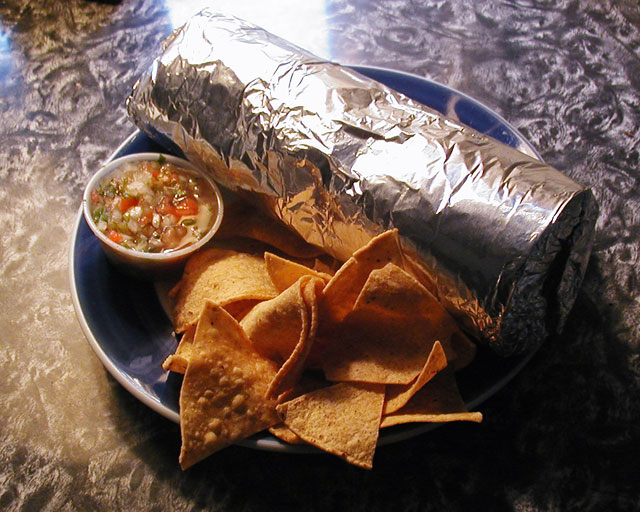
En San Francisco-burrito.

Den vanligaste burritotypen som serveras i USA är inte lika vanlig i Mexiko. Generellt är amerikanska burritos större och fyllda med flera ingredienser förutom huvudfyllningen som brukar bestå av kött eller grönsaker. Bland dessa tilläggsingredienser återfinns bland annat svarta bönor, ris (ofta smaksatt med korianderblad och lime), guacamole, salsasåser, ost och gräddfil.
En mycket vanlig förändring av burriton är en så kallad "wet burrito", som är en burrito insmord i röd chilisås som liknar enchiladasås, med riven ost ovanpå som smälter. När en burrito med smält ost serveras på mexikanska restauranger i USA brukar den kallas burrito suizo (där suizo betyder från Schweiz, ett adjektiv använt i mexikansk spanska för att indikera att en maträtt är täckt av ost eller grädde).
Vissa städer har sina egna varianter, en av de mest kända är San Francisco-burriton.